# Rheinfranken Düsseldorf
Rheinfranken Düsseldorf (offiziell: Turn- und Sportverein Rheinfranken Düsseldorf e.V.) war ein Sportverein aus Düsseldorf. Die erste Fußballmannschaft der Frauen nahm einmal am DFB-Pokal teil.

## Geschichte
Der Verein wurde im Jahre 1908 gegründet. Die Fußballerinnen stiegen im Jahre 1991 in die seinerzeit zweitklassige Regionalliga West auf und kämpften dort stets gegen den Abstieg.  1993 qualifizierte sich die Mannschaft zum ersten und einzigen Mal für den DFB-Pokal. Nach einem Freilos in der ersten Runde trafen die Düsseldorferinnen in Runde zwei auf den TV Jahn Delmenhorst und unterlagen auf eigenem Platz mit 2:4. 1995 erreichte die Rheinfranken-Elf mit Rang fünf ihren sportlichen Zenit, ehe die Mannschaft ein Jahr später aus der Regionalliga abstieg.
Im Jahre 2003 fusionierte Rheinfranken Düsseldorf mit Alemannia 08 Düsseldorf zur DJK SC Flingern 08. Dieser Verein musste im Oktober 2013 Insolvenz anmelden und wurde aufgelöst.

## Persönlichkeiten
- Ulrike Janßen
- Felix Zwolanowski